# Средњоокеански гребен
Средњоокеански гребен је подводни планински ланац, формиран ефектом тектонике плоча. Издизање океанског дна догађа се када се конвекцијске струје у омотачу уздижу под океанску кору и створе магму на месту где се налази дивергентна граница између две литосферне плоче. Средњоокеански гребени су повезани и чине глобални систем средњоокеанских гребена, који су део сваког океана, што их чини најдужим планинским ланцем на свету. Непрекинути планински ланац је дуг око 65.000 km, а тотална дужина овог система је 80.000 km.

## Глобални систем
Средњоокеански гребени света су повезани и формирају Океански гребен, јединствени глобални систем средњеокеанских гребена који је део сваког океана, што га чини најдужим планинским венцем на свету. Непрекидни планински ланац је дугачак 65.000 km (40.400 mi) (неколико пута дужи од Анда, најдужег континенталног планинског ланца), а укупна дужина система океанских гребена је 80.000 km (49.700 mi).

## Опис
Средњоокеански гребени су геолошки активни јер нова магма константно избија на океанско дно, у кору на и у близини расцепа (рифтова) дуж оса гребена. Кристализована магма гради нову кору, условно речено од базалта и габра.
Стене који чине кору испод океанског дна су најмлађе на оси гребена, а старост им расте удаљавањем од споменуте осе. Нова базалтна магма избија на и у близини осе гребена због декомпресијског топљења Земљиног омотача испод те осе.
Океанска кора изграђена је од стена које су много млађе него сама Земља — кора у океанским басенима није старија од 200 милиона година, зато што је у непрестаном процесу „обнављања“ на средњоокеанским гребенима. Океанска дубина расте удаљавањем од средњоокеанског гребена, а највеће дубине су у океанским рововима. Како се океанска кора удаљава од осе гребена, перидотити у кори се хладе и постају све крући. Кора и релативно крути перидотити испод те коре чине океанску литосферу.

### Морфологија
У центру ширења на средњеокеанском гребену, дубина морског дна је приближно 2.600 m (8.500 ft). На боковима гребена, дубина морског дна (или висина локације на средњеокеанском гребену изнад основног нивоа) је у корелацији са његовом старошћу (старошћу литосфере где се мери дубина). Однос дубине и старости може се моделовати хлађењем плоче литосфере или полупростора плашта. Добра апроксимација је да је дубина морског дна на локацији на ширем средњеокеанском гребену пропорционална квадратном корену старости морског дна. Укупан облик гребена је резултат Пратове изостазије: близу осе гребена, налази се врући омотач мале густине који подржава океанску кору. Како се океанска плоча хлади, даље од осе гребена, литосфера океанског омотача (хладнији, гушћи део омотача који заједно са кором чини океанске плоче) се згушњава, а густина се повећава. Тако је старије морско дно подвучено гушћим материјалом и дубље је.
Стопа ширења је брзина којом се океански басен шири услед ширења морског дна. Стопе се могу израчунати мапирањем морских магнетних аномалија које обухватају средњеокеанске гребене. Како се кристализовани базалт екструдиран на оси гребена хлади испод Киријевих тачака одговарајућих оксида гвожђа-титанијума, у тим оксидима се бележе правци магнетног поља паралелни са магнетним пољем Земље. Оријентације поља сачуване у океанској кори садрже запис праваца Земљиног магнетног поља са временом. Пошто је поље имало обрнуте правце у познатим интервалима током своје историје, образац геомагнетних преокрета у океанској кори може се користити као индикатор старости; с обзиром на старост коре и удаљеност од осе гребена, могу се израчунати брзине ширења.
Стопе ширења се крећу од приближно 10–200 mm/год. Гребени који се споро шире, као што је Средњоатлантски гребен, проширили су се много мање (показујући стрмији профил) од бржих гребена као што је Источнопацифички успон (благ профил) за исто време и хлађење и последично батиметријско продубљивање. Гребени који се споро шире (мање од 40 mm/год) углавном имају велике рифтне долине, понекад широке и до 10–20 km (6,2–12,4 mi), и веома неравни терен на гребену који може имати рељеф до 1.000 m (3.300 ft). Насупрот томе, гребени који се брзо шире (већи од 90 mm/год) као што је источнопацифички успон немају рифтне долине. Брзина ширења Северноатлантског океана је ~ 255 mm/год, док је у региону Пацифика 80–145 /год. Највиша позната стопа је преко 200 mm/год у миоцену на Источнопацифичком успону. Гребени који се шире брзином <20 mm/год називају се гребенима ултраспорог ширења (нпр. гребен Гакел у Арктичком океану и Југозападни индијски гребен).
Центар за ширење или оса се обично повезује са раседом трансформације који је оријентисан под правим углом у односу на осу. Бокови средњеокеанских гребена су на многим местима обележени неактивним ожиљцима трансформационих раседа који се називају зонама прелома. При већим брзинама расипања осе често приказују преклапајуће центре ширења којима недостају грешке повезивања трансформације. Дубина осе се мења на систематски начин са мањим дубинама између одступања, као што су трансформациони раседи и преклапајући центри ширења који деле осу на сегменте. Једна хипотеза за различите дубине дуж осе су варијације у снабдевању магмом у центру ширења. Ултраспори гребени који се шире формирају и магматске и амагматске (тренутно немају вулканску активност) сегменте гребена без трансформационих раседа.

### Вулканизам
Средњоокеански гребени показују активни вулканизам и сеизмичност. Океанска кора је у сталном стању „обнављања“ на средњеокеанским гребенима кроз процесе ширења морског дна и тектонике плоча. Нова магма стално избија на дно океана и упада у постојећу океанску кору на и близу пукотина дуж осовина гребена. Стене које чине кору испод морског дна су најмлађе дуж осе гребена и старе са повећањем удаљености од те осе. Нова магма базалтног састава се појављује на и близу осе због декомпресијског топљења у доњем Земљином омотачу. Изентропски узлазни чврсти материјал омотача прелази температуру солидуса и топи се. Кристализована магма формира нову кору базалта познату као МОРБ за базалт средњег океанског гребена, и габро испод њега у доњој океанској кори. Базалт средњег океанског гребена је толеитски базалт и има мало некомпатибилних елемената. Хидротермални отвори напајани магматском и вулканском топлотом су уобичајена карактеристика центра ширења океана. Карактеристика издигнутих гребена је њихова релативно висока вредност топлотног тока, која се креће од 1 μcal/cm² s до око 10 μcal/cm² s. (Микрокалорије по центиметру квадратном у секунди)
Већина коре у океанским басенима стара је мање од 200 милиона година, што је много млађе од старости Земље од 4,54 милијарде година. Ова чињеница одражава процес рециклаже литосфере у Земљин омотач током субдукције. Како се океанска кора и литосфера удаљавају од осе гребена, перидотит у доњој литосфери плашта се хлади и постаје чвршћи. Кора и релативно крут перидотит испод ње чине океанску литосферу, која се налази изнад мање круте и вискозне астеносфере.

## Процес настанка
Два процеса, потискивање од гребена и повлачење плоче, сматрају се одговорним за ширење опажено на средњоокеанским гребенима, али ипак постоји несигурност који од њих је доминантан. Потискивање од гребена јавља се тамо где тежина гребена потискује остатак тектонске плоче од гребена, често према зони субдукције. У зони субдукције до изражаја долази повлачење плоче. Наиме тежина тектонске плоче која се субдукује под належућу плочу повлачи за собом остатак плоче.
Други процес за који се претпоставља да доприноси настанку нове океанске коре на средњоокеанским гребенима јесу ковекциона кретања мантла. Међутим, многа су истраживања показала да је горњи Земљин омотач (астеносфера) превише пластичан (флексибилан) да би генерисао довољно трење за одгуравање тектонске плоче. Вероватније је да издизање омотача (плашта), које узрокује формирање магме испод средњоокеанских гребена, укључује само омотач изнад дубине од 400 km, како је закључено из сеизмичке томографије и из истраживања сеизмичког дисконтинуитета негде на дубини од 400 km. Релативно плитке дубине на којима долази до издизања омотача испод гребена су више у складу с процесом „повлачења плоче“.
Брзина којом на средњоокеанском гребену настаје нови материјал позната је на основу брзине ширења, а мери се у mm/год. Уобичајена подела брзина ширења јесте брза, умерена и спора, чије вредности су генерално веће од 100 mm/год, око 60 mm/год, и мање од 20 mm/год. Брзина ширења северног Атлантика је 10 mm/год, док у Пацифику те вредности достижу вредности од 40—60 mm/год.
Системи средњоокеанских гребена формирају нову океанску кору. Како се кристализовани базалт истиснут на оси гребена хлади испод Киријеве тачке која одговара гвожђе-титанијумским оксидима, у њима је сачуван смер магнетског поља паралелан Земљином магнетском пољу. Узорак магнетских померања у океанској кори може се користити као показатељ старости јер је магнетско поље Земље мењало смер у неправилним интервалима током геолошке прошлости. На исти начин, узорак померања заједно са мерењем старости коре користи се као помоћ у одређивању историје Земљиног магнетског поља.